# Anochetus exstinctus
Anochetus exstinctus é uma espécie de formiga do gênero Anochetus, pertencente à subfamília Ponerinae.